# Лесогорская ГЭС
Лесогорская ГЭС (Роухиала ГЭС, ГЭС-10) — гидроэлектростанция на реке Вуоксе в Ленинградской области, в посёлке Лесогорский. Входит в каскад Вуоксинских ГЭС, который принадлежит ПАО «ТГК-1».
Мощность ГЭС — 118 МВт, среднегодовая выработка электроэнергии — 613 млн кВт·ч. На станции установлено 4 поворотно-лопастных гидроагрегата мощностью по 29,5 МВт.

## История
Строительство Лесогорской ГЭС в современном её виде началось в августе 1934 года. По задумке финских инженеров в русле Вуоксы была спроектирована плотина длиной 151 м, основанием для которой служила скала.
В марте 1937 года был введён в эксплуатацию первый из четырёх гидроагрегатов ГЭС, а в декабре 1937 года станция уже работала на полную мощность. В 1940 году в результате советско-финляндской войны Лесогорская ГЭС перешла к СССР. В сентябре того же года завершилось строительство новых линий электропередач на Выборг и Ленинград, и станция стала подавать энергию в энергетическую систему Ленэнерго.
В ходе Великой Отечественной войны 22 августа 1941 года Лесогорская ГЭС была захвачена финскими войсками. Боевые действия на её территории не прошли бесследно — гидроэлектростанция была частично разрушена. Сразу после окончания боевых действий в Ленинградской области в августе 1944 года начались работы по её восстановлению. 19 декабря 1945 года Лесогорская ГЭС была вновь пущена в эксплуатацию.
Приказом № 235 Минэнерго СССР от 5 августа 1949 года Светогорская и Лесогорская ГЭС объединились в Каскад № 1 Ленэнерго. В 2005 году каскад Вуоксинских ГЭС вошёл в состав ПАО «ТГК-1».

## Модернизация
В 2006 году при трёх работающих гидроагрегатах мощность Лесогорской ГЭС составляла 70,5 МВт. В ходе комплексной реконструкции каскада Вуоксинских ГЭС в 2009—2013 годах имеющиеся гидроагрегаты станции были заменены на новые, мощностью по 29,5 МВт. Таким образом, установленная мощность Лесогорской ГЭС достигла 118 МВт.
- В 2010 году был пущен после реконструкции гидроагрегат № 1[1].
- В 2011 году введён в эксплуатацию реконструированный гидроагрегат № 2[2].
- В 2012 году на Лесогорской ГЭС введён в эксплуатацию гидроагрегат № 3[3].
- 18 декабря 2013 года гидроагрегат № 4 введён в эксплуатацию, закончена реконструкция Каскада Вуоксинских ГЭС.